# George Webber
George Webber (Reino Unido, 6 de diciembre de 1895-31 de mayo de 1950) fue un atleta británico, especialista en la prueba de 3000 m por equipo en la que llegó a ser subcampeón olímpico en 1924.

## Carrera deportiva
En los JJ. OO. de París 1924 ganó la medalla de plata en los 3000 m por equipo, con una puntuación de 14 puntos, quedando en el podio tras Finlandia (oro) y por delante de Estados Unidos (bronce), siendo sus compañeros de equipo: Bertram MacDonald y Herbert Johnston.